# Baia di James
La baia di James (in inglese: James Bay; in francese: Baie James) è una vasta insenatura del mar Glaciale Artico posta nel settore sud-orientale della baia di Hudson in corrispondenza della costa canadese.

## Geografia
La baia di James è poco profonda. Ha una ampiezza di circa 220 km e una lunghezza di circa 400 km. È delimitata a nord dalla baia di Hudson, ad est e a sud-est dalla costa del Québec e a sud e a ovest dalla costa dell'Ontario. L'isola maggiore che vi affiora è l'isola di Akimiski. Altre isole sono: Charlton, North Twin, South Twin, Big Island, Trodely e Weston. Nella baia sfociano numerosissimi fiumi. I principali sono: La Grande, Eastmain, Rupert, Nottaway, Harricana, Mattagami, Albany, Kapiskau, Attawapiskat e Ekwan. Le coste sono basse e sabbiose. La costa sud-orientale è paludosa. Gli insediamenti umani sono scarsi. Sulla costa orientale sono situati Fort-George, Eastmain e Rupert House. Su quella occidentale sono ubicate Fort Albany e Attawapiskat.

## Storia
La baia fu raggiunta da Henry Hudson nel 1610. Prende il nome dall'esploratore Thomas James che la esplorò nel 1631 e nel 1633 nel corso dei suoi viaggi alla ricerca del passaggio a nord-ovest. In seguito l'area della baia ricoprì un ruolo importante nel commercio delle pellicce.